# Formazioni forestali mediterranee

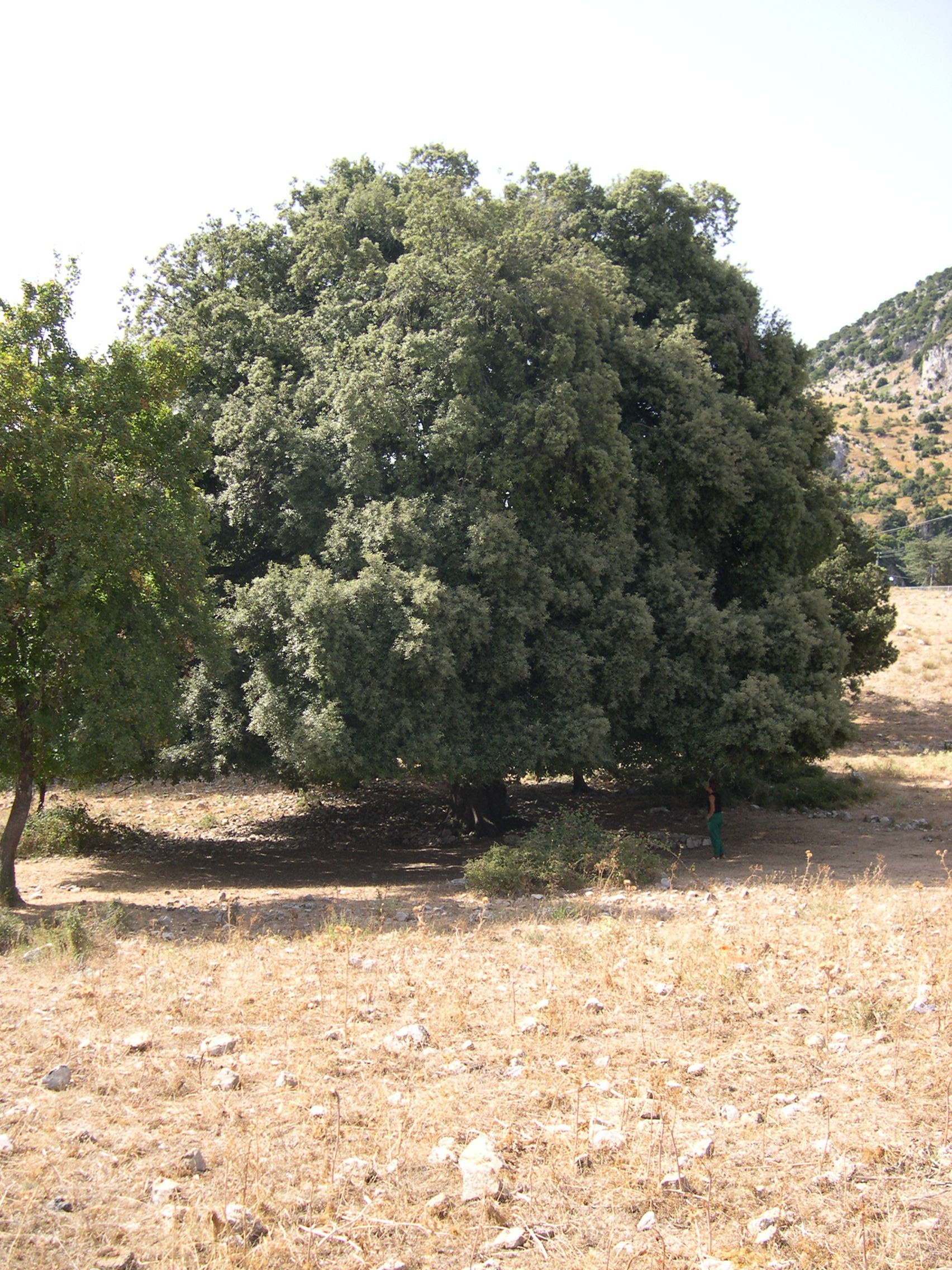
Il leccio, una delle piante tipiche della macchia mediterranea

Le formazioni forestali mediterranee sono una ecoregione globale che fa parte della lista Global 200 delle ecoregioni prioritarie per la conservazione definita dal WWF.. Appartiene al bioma delle Foreste, boschi e macchie mediterranee della regione paleartica. Interessa l'Europa meridionale, l'Africa settentrionale e occidentale, il Medio Oriente e l'Asia Minore. È una delle ecoregioni globali che interessa l'Italia e l'Europa.
Nonostante sia una delle aree del mondo abitate da più tempo, la regione mediterranea conserva il suo significato biologico a causa di un elevato livello di endemismi vegetali e dalla presenza di molte specie relitte, soprattutto lungo le coste. La varietà di flora è stimato in oltre 25.000 specie, di cui oltre la metà endemiche.
La regione è inserita fra gli hotspot di biodiversità con il nome di Mediterranean Basin.
Lo stato di conservazione è considerato in pericolo critico.

## Territorio
La regione si estende per oltre 2,2 milioni di km² intorno a tutte le coste del Mediterraneo, escluse delle piccole porzioni lungo le coste della Libia e dell'Egitto. La regione interessa anche una piccola parte delle coste atlantiche del Portogallo centro-meridionale e dell'Africa occidentale, dallo stretto di Gibilterra alle coste settentrionali del Sahara Occidentale, nonché le isole Canarie.

### Stati
L'ecoregione interessa oltre 30 stati e territori appartenenti a tre continenti (Europa, Africa e Asia):
- Albania,
- Algeria,
- Bosnia ed Erzegovina,
- Bulgaria,
- Isole Canarie (Spagna),
- Croazia,
- Cipro,
- Egitto,
- Francia,
- Gibilterra,

- Grecia,
- Iraq,
- Israele,
- Italia,
- Giordania,
- Kosovo
- Libano,
- Libia,
- Macedonia,
- Isole di Madeira (Portogallo),
- Malta,

- Montenegro
- Monaco,
- Marocco,
- Portogallo,
- San Marino,
- Sahara Occidentale,
- Slovenia,
- Spagna,
- Siria,
- Tunisia,
- Turchia.

### Ecoregioni
Le formazioni forestali mediterranee sono composte da 22 ecoregioni terrestri:
- PA1201 - Foreste sclerofille e miste dell'Egeo e della Turchia occidentale
- PA1202 - Foreste miste di conifere e decidue dell'Anatolia
- PA1203 - Foreste e boschi secchi delle isole Canarie
- PA1204 - Foreste montane miste e di latifoglie della Corsica
- PA1205 - Foresta mediterranea di Creta
- PA1206 - Foresta mediterranea di Cipro
- PA1207 - Foreste di conifere, sclerofille e latifoglie del Mediterraneo orientale
- PA1208 - Foreste di conifere iberiche
- PA1209 - Foreste decidue e sclerofille iberiche
- PA1210 - Foreste decidue illiriche
- PA1211 - Foreste di sclerofille e semidecidue dell'Italia
- PA1212 - Boschi secchi mediterranei di Acacia-Argania e macchie di succulente
- PA1213 - Steppa arbustiva mediterranea
- PA1214 - Boschi e foreste mediterranei
- PA1215 - Foreste mediterranee della Spagna nord-orientale e Francia meridionale
- PA1216 - Foreste montane della penisola iberica nord-occidentale
- PA1217 - Foreste miste del Pindo
- PA1218 - Foreste montane miste dell'Appennino meridionale
- PA1219 - Boschi e arbusteti iberici sud-orientali
- PA1220 - Foreste di conifere e decidue dell'Anatolia meridionale
- PA1221 - Foreste sclerofille e miste iberiche sud-occidentali
- PA1222 - Foreste sclerofille e miste tirreno-adriatiche

## Flora

Area di distribuzione di Olea europaea

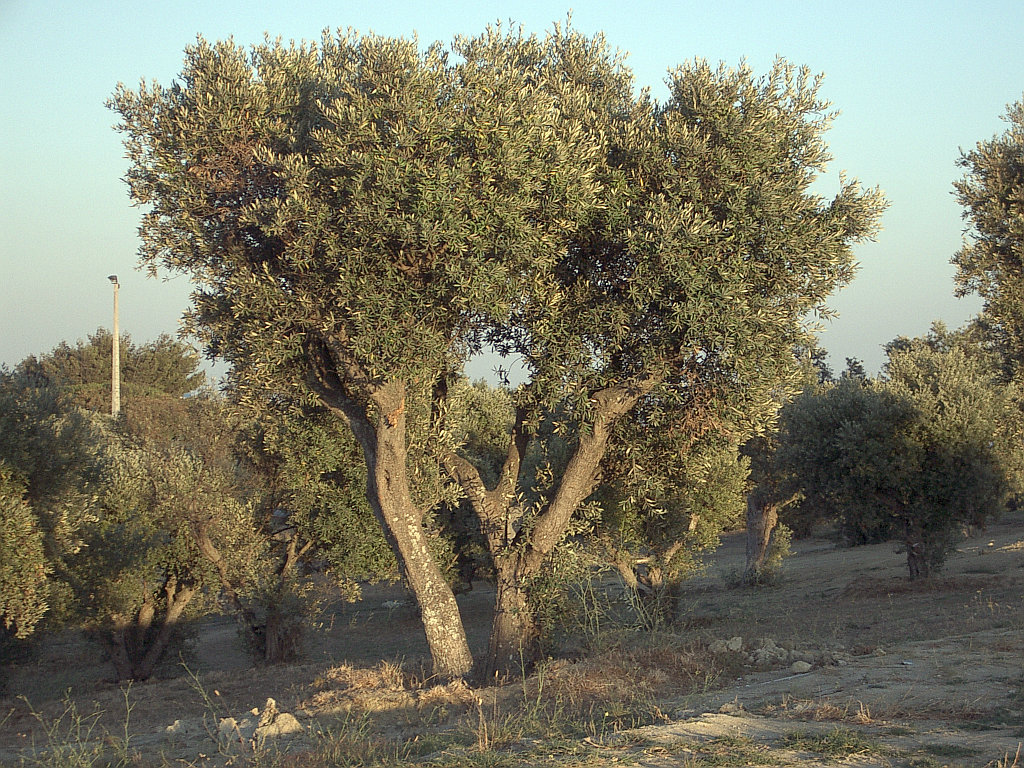
Pianta di olivo (Olea europaea)

Il bioma che maggiormente caratterizza la regione è la macchia mediterranea, composta da arbusti sempreverdi e querce. Tipicamente è formata da specie sclerofille, cioè con foglie persistenti poco ampie, coriacee e lucide, particolarmente adatte a climi con siccità stagionale.
La regione presenta un forte endemismo: sulle oltre 25.000 specie stimate nella regione, circa 13.000 sono endemiche. Fra queste Polygonum idaeum, che si trova sulle montagne calcaree, Verbascum spinosum, il monotipico Petromarula pinnata e le specie relitte Jancaea heldreichii in Tessaglia e Arabis josiae sulle montagne dell'Atlante in Marocco.
Una delle piante simbolo degli ecosistemi mediterranei è l'olivo (Olea europaea), la cui area di distribuzione coincide non a caso praticamente con quella dell'ecoregione delle formazioni forestali mediterranee (vedi figura). L'olivo è una latifoglia sempreverde la cui coltivazione nel Mediterraneo risale a oltre 5000 anni fa. Si hanno notizie dell'impiego dell'olio estratto dai frutti della pianta nelle maggiori civiltà del mediterraneo: da quella egizia a quella minoica, da quella dei Fenici ai Greci e ai Romani. Questa specie, tipica della macchia mediterranea, ben si adatta alla siccità e ai suoli poveri, ed è anche  resistente alla salinità. Esso è principalmente distribuito lungo le coste, anche se le sue coltivazioni sono al giorno d'oggi sviluppate in tutte le aree a clima mediterraneo del mondo.

## Fauna
La maggior parte dei grandi mammiferi della regione sono considerate specie in pericolo di estinzione. Essi includono: il leopardo (Panthera pardus), l'endemico cervo dell'Atlante (Cervus elaphus barbarus), la bertuccia (Macaca sylvanus), la lince pardina (Lynx pardinus), l'orso bruno (Ursus arctos), il lupo (Canis lupus), lo stambecco iberico (Capra pyrenaica) e l'ammotrago (Ammotragus lervia).

## Conservazione
La regione mediterranea, conosciuta come la culla della civiltà, è stata oggetto di degrado ambientale per millenni.